# كاترين كلارك كروجر
كاترين كلارك كروجر (بالإنجليزية: Catherine Clark Kroeger)‏ هي عالمة الكتاب المقدس أمريكية، ولدت في 12 ديسمبر 1925، وتوفيت في 14 فبراير 2011.